# Филипа
Филипа је словенско женско име које се највише користи у Русији, Португалу, Србији, Хрватској и Пољској и представља женски облик имена Филип. Зато је порекло овог имена грчко, а значење „љубитељка коња“.

## Имендани
Имендан се слави у Бугарској 14. новембра.

## Популарност
У Словенији је ово име 2007. било на 1.970. месту по популарности. У Португалији је 2003. године ово име било на седмом месту по популарности.>